# Бен Барлоу
Бен Барлоу (англ. Ben Barlow) - валлийский рок-музыкант из поп-панк группы Neck Deep, образованной в 2012 году. Является вокалистом и по совместительству фронтменом в группе. Родился 22 июля 1994 года в Рэксеме, Уэльс. Является одним из основателей группы наряду с гитаристом Ллойдом Робертсом, который ныне исключен из группы.

## Биография
Музыкальная история Бена началась в 2012 году, когда он столкнулся с Ллойдом Робертсом, гитаристом, во время прослушивания его старшего брата Сэба в группу, в которой и играл Ллойд. Они познакомились, подружились, разговорились, и в итоге решили создать свою группу. Первым плодом их сотрудничества стала песня "What Did You Expect?", которую они выпустили онлайн без какого-либо рекорд-лейбла, уже тогда наименовавшись как "Neck Deep", вскоре песня привлекла незначительное, но большое внимание для ребят, вследствие чего они решили расширить состав, пригласив в него гитариста Мэтта Уэста и барабанщика Дани Вашингтона. Вскоре к ним присоединился и басист Фил Эванс.
В июне 2012 года группа подписала контракт с лейблом We Are Triumphant, начав профессиональную музыкальную деятельность.